# Stamnodes argentistriga
Stamnodes argentistriga är en fjärilsart som beskrevs av W. Warren 1904. Stamnodes argentistriga ingår i släktet Stamnodes och familjen mätare. Inga underarter finns listade i Catalogue of Life.